# 桃園市議會
24°59′49″N 121°19′18″E / 24.9970423°N 121.3217816°E
桃園市議會是中華民國桃園市的最高立法機關，位於桃園市桃園區。議員產生方式為公民直選，共劃分12個一般選區、1個平地原住民族選區及1個山地原住民族選區。2014年12月25日從桃園縣議會改制桃園市議會。

## 簡介

### 議會職權
本會依據地方制度法第三十六條之規定，具有以下職權。
1. 議決市規章。
2. 議決市預算。
3. 議決市特別稅課、臨時稅課及附加稅課。
4. 議決市財產之處分。
5. 議決市政府組織自治條例及所屬事業機構組織自治條例。
6. 議決市政府提議事項。
7. 審議市決算之審核報告。
8. 議決本會市議員提案事項。
9. 接受人民請願。
10. 其他依法律或上級法規賦予之職權。

### 議員職權
議員個人於議會開會時，具有出席權、發言權、提案權、議決權、質詢權。而市長與市府各局處應提出施政計劃、施政報告，議員得以口頭或書面方式提出質詢。

### 會議時間
1. 定期會：每六個月召開一次，每次會期不得超過七十天。審議預算之定期會如會期屆滿而議案尚未議畢，或有其他必要時，得應市長之請求或由議長或議員三分之一以上連署，提經大會決議延長會期，但不得超過十日。
2. 臨時會：經市長或議長或議員總數三分之一以上之請求，議長應於十日內召集臨時會，每次會期不得超過十日，每年不得多於八次。

每逢會議召開前，議事業務工作人員需先將議事日程草案擬好，經提程序委員會審定後，在開會五天前送達各議員及市政府。議員接獲通知，帶著平日彙集之民情資料，集聚議事廳，行使質詢、提案和審查等三項職權，期使市政各項建設確實符合市民的需求。

### 提案程序
議案有議員提案、市府提案、及人民請願案。依處理程序則分為需經過三讀程序的預算案及法規案的三讀議案，以及不需經三讀程序的一般議案。市府提案有總預算案、市規章、覆議案及其他一般議案。議員提案若為市規章應有議員總額五分之一以上連署，若為一般提案應有二人以上連署，臨時動議或提案需有四人以上附議或附署。

### 議案審查
三讀議案於大會第一讀會宣讀議案標題後，應交付有關審查會審查或相關審查會聯席審查，但得決議不經審查而逕付二讀或撤銷之。審查會作成審查意見後，於二讀會中報告。二讀會就議案廣泛討論或提出修正，出席議員並得提案經表決通過後將全案重付審查。
三讀會除發現議案內容互相牴觸或與中央法規牴觸外，僅得做文字修正，不得變更原意，若無牴觸則完成三讀法定程序。一般議案由程序委員會認可列入議程後，得由主席逕付大會討論或交由相關審查會審查，提出審查意見向大會報告及討論。

### 議決及執行
三讀議案與一般議案均需經過大會討論做成決議後，交由桃園市政府執行。

### 行政單位
本會置秘書長一人，副秘書長一人；秘書長承議長之命，處理本會事務，並指揮監督所屬員工；副秘書長襄助秘書長處理本會事務。並分設秘書室、議事組、總務組、法制室、資訊圖書室、公共關係室、行政室、人事室、會計室等，分別辦理有關業務事項。編制職員均依公務人員任用法規定任用。本會置專門委員、組主任、室主任、秘書、專員、高級分析師、組員、管理師、技士、技術員、助理員、辦事員、書記。
- 秘書長
  - 副秘書長
    - 秘書室
    - 議事組
    - 總務組
    - 法制室
    - 資訊圖書室
    - 公共關係室
    - 行政室
    - 人事室
    - 會計室

## 議員

### 就職
依據《宣誓條例》規定，縣（市）議會議員應進行就職宣誓方得就任，誓詞如下：
| “ | 余誓以至誠，恪遵憲法，效忠國家，代表人民依法行使職權，不徇私舞弊，不營求私利，不受授賄賂，不干涉司法。如違誓言，願受最嚴厲之制裁，謹誓。 | ” |

### 本屆桃園市議員
桃園市議員合計有61席，分布於桃園市13個區的12個選區(大溪區 與復興區合併為1選區)。議員每四年改選一次，與市長同時改選。第三屆市議員於2022年11月26日的直轄市議員選舉選出。 中國國民黨為議會最大黨，其次為 民主進步黨。
| 第一選區 桃園區 12席         | 中國國民黨 | 李曉鐘（副議長）、凌濤、詹江村、林政賢、陳美梅、黃婉如、張碩芳 |
| 第一選區 桃園區 12席         | 民主進步黨 | 余信憲、李光達、黃家齊、黃瓊慧                                 |
| 第一選區 桃園區 12席         | 無黨籍     | 北辰                                                           |
| 第二選區 龜山區 4席          | 中國國民黨 | 牛煦庭、孫韻璇                                                 |
| 第二選區 龜山區 4席          | 民主進步黨 | 李宗豪、陳雅倫                                                 |
| 第三選區 八德區 5席          | 中國國民黨 | 楊朝偉、朱珍瑤                                                 |
| 第三選區 八德區 5席          | 民主進步黨 | 許家睿、呂林小鳳                                               |
| 第三選區 八德區 5席          | 無黨籍     | 段樹文                                                         |
| 第四選區 蘆竹區 4席          | 中國國民黨 | 錢龍、張桂綿                                                   |
| 第四選區 蘆竹區 4席          | 民主進步黨 | 許清順                                                         |
| 第四選區 蘆竹區 4席          | 無黨籍     | 劉勝全                                                         |
| 第五選區 大園區 2席          | 中國國民黨 | 徐其萬                                                         |
| 第五選區 大園區 2席          | 民主進步黨 | 游吾和                                                         |
| 第六選區 大溪區、 復興區 2席 | 中國國民黨 | 李柏坊                                                         |
| 第六選區 大溪區、 復興區 2席 | 民主進步黨 | 陳治文                                                         |
| 第七選區 中壢區 11席         | 中國國民黨 | 邱奕勝（議長）、梁為超、吳嘉和、葉明月                         |
| 第七選區 中壢區 11席         | 民主進步黨 | 彭俊豪、黃崇真、徐景文、張曉昀、魏筠                           |
| 第七選區 中壢區 11席         | 無黨籍     | 謝美英、劉曾玉春                                               |
| 第八選區 平鎮區 6席          | 中國國民黨 | 黃敬平、陳韋曄、舒翠玲                                         |
| 第八選區 平鎮區 6席          | 民主進步黨 | 劉仁照、楊家俍、王珮毓                                         |
| 第九選區 楊梅區 4席          | 中國國民黨 | 權吉、周玉琴                                                   |
| 第九選區 楊梅區 4席          | 民主進步黨 | 鄭淑方                                                         |
| 第九選區 楊梅區 4席          | 無黨籍     | 李家興                                                         |
| 第十選區 龍潭區 3席          | 中國國民黨 | 劉熒隆、徐玉樹                                                 |
| 第十選區 龍潭區 3席          | 民主進步黨 | 張肇良                                                         |
| 第十一選區 新屋區 1席        |            |                                                                |
| 民主進步黨                   | 陳睿生     |                                                                |
| 第十二選區 觀音區 2席        | 中國國民黨 | 吳進昌                                                         |
| 第十二選區 觀音區 2席        | 無黨籍     | 許更生                                                         |
| 第十三選區 平地原住民 4席    | 中國國民黨 | 王仙蓮                                                         |
| 第十三選區 平地原住民 4席    | 民主進步黨 | 林志強                                                         |
| 第十三選區 平地原住民 4席    | 無黨籍     | 楊進福、張秀菊                                                 |
| 第十四選區 山地原住民 3席    | 中國國民黨 | 簡志偉、陳瑛                                                   |
| 第十四選區 山地原住民 3席    | 無黨籍     | 蘇偉恩                                                         |

此屆議員於2022年11月26日的直轄市議員選舉選出。目前席次分布狀況為總議席63席：國民黨28席、民進黨23席、無黨籍10席，空缺2席。

### 議會各政黨黨團
| 政黨         | 黨團職位   | 姓名     | 席次 | 備註 |
| ------------ | ---------- | -------- | ---- | --- |
| 中國國民黨   | 總召集人   | 林政賢   | 28   | 2023年2月3日，牛煦庭加入中國國民黨黨團。 2024年2月1日牛煦庭、權吉當選立法委員而辭職。 |
| 中國國民黨   | 副總召集人 | 舒翠玲   | 28   | 2023年2月3日，牛煦庭加入中國國民黨黨團。 2024年2月1日牛煦庭、權吉當選立法委員而辭職。 |
| 中國國民黨   | 副總召集人 | 陳美梅   | 28   | 2023年2月3日，牛煦庭加入中國國民黨黨團。 2024年2月1日牛煦庭、權吉當選立法委員而辭職。 |
| 中國國民黨   | 副總召集人 | 吳嘉和   | 28   | 2023年2月3日，牛煦庭加入中國國民黨黨團。 2024年2月1日牛煦庭、權吉當選立法委員而辭職。 |
| 中國國民黨   | 執行長     | 徐其萬   | 28   | 2023年2月3日，牛煦庭加入中國國民黨黨團。 2024年2月1日牛煦庭、權吉當選立法委員而辭職。 |
| 中國國民黨   | 副執行長   | 王仙蓮   | 28   | 2023年2月3日，牛煦庭加入中國國民黨黨團。 2024年2月1日牛煦庭、權吉當選立法委員而辭職。 |
| 中國國民黨   | 副執行長   | 錢龍     | 28   | 2023年2月3日，牛煦庭加入中國國民黨黨團。 2024年2月1日牛煦庭、權吉當選立法委員而辭職。 |
| 民主進步黨   | 總召集人   | 李宗豪   | 23   | 黨團設總召集人、副總召集人、幹事長及書記長各一名。 總召集人對外代表黨團。總召集人因故不能視事時，由副總召代行其職權。 幹事長之權責如下： 1. 就其權責部分為黨團發言人。 2. 處理市議會會議及審查委員會之議事事務。 3. 負責政黨協商。 4. 執行黨團會議及黨團幹部會議有關前三款之決議。 書記長之權責如下： 1. 就其權責部分為黨團發言人。 2. 指揮黨團行政。 3. 負責黨政協調。 4. 辦理市議會外交。 5. 執行黨團會議及黨團幹部會議有關前三款之決議。 2023年6月，劉勝全退出民主進步黨黨團。 |
| 民主進步黨   | 副總召集人 | 黃家齊   | 23   | 黨團設總召集人、副總召集人、幹事長及書記長各一名。 總召集人對外代表黨團。總召集人因故不能視事時，由副總召代行其職權。 幹事長之權責如下： 1. 就其權責部分為黨團發言人。 2. 處理市議會會議及審查委員會之議事事務。 3. 負責政黨協商。 4. 執行黨團會議及黨團幹部會議有關前三款之決議。 書記長之權責如下： 1. 就其權責部分為黨團發言人。 2. 指揮黨團行政。 3. 負責黨政協調。 4. 辦理市議會外交。 5. 執行黨團會議及黨團幹部會議有關前三款之決議。 2023年6月，劉勝全退出民主進步黨黨團。 |
| 民主進步黨   | 副總召集人 | 王珮毓   | 23   | 黨團設總召集人、副總召集人、幹事長及書記長各一名。 總召集人對外代表黨團。總召集人因故不能視事時，由副總召代行其職權。 幹事長之權責如下： 1. 就其權責部分為黨團發言人。 2. 處理市議會會議及審查委員會之議事事務。 3. 負責政黨協商。 4. 執行黨團會議及黨團幹部會議有關前三款之決議。 書記長之權責如下： 1. 就其權責部分為黨團發言人。 2. 指揮黨團行政。 3. 負責黨政協調。 4. 辦理市議會外交。 5. 執行黨團會議及黨團幹部會議有關前三款之決議。 2023年6月，劉勝全退出民主進步黨黨團。 |
| 民主進步黨   | 幹事長     | 許家睿   | 23   | 黨團設總召集人、副總召集人、幹事長及書記長各一名。 總召集人對外代表黨團。總召集人因故不能視事時，由副總召代行其職權。 幹事長之權責如下： 1. 就其權責部分為黨團發言人。 2. 處理市議會會議及審查委員會之議事事務。 3. 負責政黨協商。 4. 執行黨團會議及黨團幹部會議有關前三款之決議。 書記長之權責如下： 1. 就其權責部分為黨團發言人。 2. 指揮黨團行政。 3. 負責黨政協調。 4. 辦理市議會外交。 5. 執行黨團會議及黨團幹部會議有關前三款之決議。 2023年6月，劉勝全退出民主進步黨黨團。 |
| 民主進步黨   | 書記長     | 魏筠     | 23   | 黨團設總召集人、副總召集人、幹事長及書記長各一名。 總召集人對外代表黨團。總召集人因故不能視事時，由副總召代行其職權。 幹事長之權責如下： 1. 就其權責部分為黨團發言人。 2. 處理市議會會議及審查委員會之議事事務。 3. 負責政黨協商。 4. 執行黨團會議及黨團幹部會議有關前三款之決議。 書記長之權責如下： 1. 就其權責部分為黨團發言人。 2. 指揮黨團行政。 3. 負責黨政協調。 4. 辦理市議會外交。 5. 執行黨團會議及黨團幹部會議有關前三款之決議。 2023年6月，劉勝全退出民主進步黨黨團。 |
| 無黨團結聯盟 | 總召集人   | 段樹文   | 10   | 無黨籍議員以無黨團結聯盟名義組成黨團。 2023年2月2日，牛煦庭退出無黨團結聯盟黨團。 2023年6月1日，劉勝全加入無黨團結聯盟黨團。 |
| 無黨團結聯盟 | 幹事長     | 劉曾玉春 | 10   | 無黨籍議員以無黨團結聯盟名義組成黨團。 2023年2月2日，牛煦庭退出無黨團結聯盟黨團。 2023年6月1日，劉勝全加入無黨團結聯盟黨團。 |
| 無黨團結聯盟 | 執行長     | 李家興   | 10   | 無黨籍議員以無黨團結聯盟名義組成黨團。 2023年2月2日，牛煦庭退出無黨團結聯盟黨團。 2023年6月1日，劉勝全加入無黨團結聯盟黨團。 |
| 無黨團結聯盟 | 發言人     | 謝美英   | 10   | 無黨籍議員以無黨團結聯盟名義組成黨團。 2023年2月2日，牛煦庭退出無黨團結聯盟黨團。 2023年6月1日，劉勝全加入無黨團結聯盟黨團。 |

### 歷屆市議員席次
| 政黨       | 第一屆 | 第二屆 | 第三屆 |
| ---------- | ------ | ------ | ------ |
| 中國國民黨 | 26     | 30     | 28     |
| 民主進步黨 | 21     | 20     | 23     |
| 台灣綠黨   | 1      | 0      | 0      |
| 時代力量   | 0      | 1      | 0      |
| 無黨籍     | 7      | 8      | 10     |
| 合計       | 55     | 59     | 61     |

## 歷史

### 桃園縣議會
| 屆別     | 姓名   | 姓名          | 黨籍       | 任期           | 任期           | 備註                                                      |
| 屆別     | 議長   | 副議長        | 黨籍       | 就任日期       | 卸任日期       | 備註                                                      |
| -------- | ------ | ------------- | ---------- | -------------- | -------------- | --------------------------------------------------------- |
| 第一屆   | 黃恭士 | 張富          | 中國國民黨 | 1951年1月21日  | 1953年2月21日  | 黃恭士於民國41年9月12日卒。同年11月13日改選劉阿圳為議長。 |
| 第二屆   | 吳鴻麟 | 張富          | 中國國民黨 | 1953年2月21日  | 1955年2月21日  | 黃恭士於民國41年9月12日卒。同年11月13日改選劉阿圳為議長。 |
| 第三屆   | 李蓋日 | 黃宗寬 趙承祿 | 中國國民黨 | 1955年2月21日  | 1958年2月21日  |                                                           |
| 第四屆   | 吳文全 | 黃標和        | 中國國民黨 | 1958年2月21日  | 1961年2月21日  | 吳文全因事離職，由蔡達三接任。                            |
| 第五屆   | 游榮山 | 謝科          | 中國國民黨 | 1961年2月21日  | 1964年2月21日  |                                                           |
| 第六屆   | 謝科   | 許三桶        | 中國國民黨 | 1964年2月21日  | 1968年2月21日  |                                                           |
| 第七屆   | 詹煌順 | 許三桶        | 中國國民黨 | 1968年2月21日  | 1973年5月1日   |                                                           |
| 第八屆   | 簡欣哲 | 鍾維炫        | 中國國民黨 | 1973年5月1日   | 1977年12月30日 |                                                           |
| 第九屆   | 簡欣哲 | 鍾維炫        | 中國國民黨 | 1977年12月30日 | 1982年3月1日   |                                                           |
| 第十屆   | 吳烈智 | 呂芳雲        | 中國國民黨 | 1982年3月1日   | 1986年2月28日  |                                                           |
| 第十一屆 | 吳烈智 | 邱創良        | 中國國民黨 | 1986年3月1日   | 1990年2月28日  |                                                           |
| 第十二屆 | 吳振寰 | 林傳國        | 中國國民黨 | 1990年3月1日   | 1994年2月28日  |                                                           |
| 第十三屆 | 許振澐 | 林傳國        | 中國國民黨 | 1994年3月1日   | 1998年2月28日  | 許振澐因故去職，民國84年8月21日補選陳根德接任議長。       |
| 第十四屆 | 林傳國 | 黃金德        | 中國國民黨 | 1998年3月1日   | 2002年2月28日  |                                                           |
| 第十五屆 | 曾忠義 | 邱奕勝        | 中國國民黨 | 2002年3月1日   | 2006年2月28日  |                                                           |
| 第十六屆 | 曾忠義 | 邱奕勝        | 中國國民黨 | 2006年3月1日   | 2010年2月28日  |                                                           |
| 第十七屆 | 邱奕勝 | 李曉鐘        | 中國國民黨 | 2010年3月1日   | 2014年12月25日 |                                                           |

1. 第1屆桃園縣議員選舉於1952年1月7日舉行，產生議員35位，於1952年1月21日召開成立大會，選出議長黃恭士、副議長張富。會址設於桃園鎮中華路武德殿內（原新竹縣參議會會址）。
2. 第2屆桃園縣議員選舉於1954年2月8日舉行，產生議員36位，於1954年2月21日召開成立大會，選出議長吳鴻麟、副議長張富。
3. 第3屆桃園縣議員選舉於1956年1月16日舉行，產生議員39位，於1956年2月21日召開成立大會，選出議長李蓋日、副議長黃宗寬。
4. 第4屆桃園縣議員選舉於1959年1月19日舉行，產生議員43位，於1959年2月21日召開成立大會，選出議長吳文全、副議長黃標和。原中華路簡陋之議事場所已感不符實際需要，遂有新建議事堂之議，1961年秋桃園市成功路二段現址動工興建。
5. 第5屆桃園縣議員選舉於1961年1月15日舉行，產生議員40位，於1962年2月11日召開成立大會，選出議長游榮山、副議長謝科。新建議事堂於1962年8月間落成啟用。
6. 第6屆桃園縣議員選舉於1964年1月26日舉行，產生議員43位，於1965年2月21日召開成立大會，選出議長謝科、副議長許三桶。任期修改為四年。
7. 第7屆桃園縣議員選舉於1968年1月21日舉行，產生議員44位，於1968年2月21日召開成立大會，選出議長詹煌順、副議長許三桶。
8. 第8屆桃園縣議員選舉於1973年3月17日舉行，產生議員48位，於1974年5月1日召開成立大會，選出議長簡欣哲、副議長鍾維炫。
9. 第9屆桃園市議員選舉於1977年11月19日舉行，產生議員50位，於1978年12月30日召開成立大會，選出議長簡欣哲、副議長鍾維炫。
10. 第10屆桃園縣議員選舉於1982年1月16日舉行，產生議員52位，於1983年3月1日召開成立大會，選出議長吳烈智、副議長呂芳雲。第十屆議會因感於原有議事堂及辦公大樓已屆使用年限，經多次整修安全堪虞，就地拆除改建為現代化之議事大樓。改建工程於1975年7月間正式開工。
11. 第11屆桃園縣議員選舉於1986年2月1日舉行，產生議員54位，於1987年3月1日召開成立大會，選出議長吳烈智、副議長邱創良。
12. 第12屆桃園縣議員選舉於1990年1月20日舉行，產生議員56位，於1990年3月1日宣誓就職，選出議長吳振寰、副議長林傳國。
13. 第13屆桃園縣議員選舉於1994年1月29日舉行，產生議員60位，於1994年3月1日宣誓就職，選出議長許振澐，副議長林傳國。許振澐因賄選案潛逃棄職，大會重新選出陳根德為新議長。
14. 第14屆桃園縣議員選舉於1998年1月24日舉行，產生議員57位，於1998年3月1日宣誓就職，選出議長林傳國、副議長黃金德。議事大樓外觀更新工程於2000年8月開始施工，於2002年8月竣工。
15. 第15屆桃園縣議員選舉於2002年1月26日舉行，產生議員58位，於2002年3月1日宣誓就職，選出議長曾忠義、副議長邱奕勝。
16. 第16屆桃園縣議員選舉於2005年12月3日舉行，產生議員58位，於2006年3月1日宣誓就職，選出議長曾忠義、副議長邱奕勝。
17. 第17屆桃園縣議員選舉於2009年12月5日舉行，產生議員60位，於2010年3月1日宣誓就職，選出議長邱奕勝、副議長李曉鐘。

### 桃園市議會
| 屆別   | 姓名   | 姓名   | 黨籍       | 任期           | 任期           | 備註 |
| 屆別   | 議長   | 副議長 | 黨籍       | 就任日期       | 卸任日期       | 備註 |
| ------ | ------ | ------ | ---------- | -------------- | -------------- | ---- |
| 第一屆 | 邱奕勝 | 李曉鐘 | 中國國民黨 | 2014年12月25日 | 2018年12月25日 |      |
| 第二屆 | 邱奕勝 | 李曉鐘 | 中國國民黨 | 2018年12月25日 | 2022年12月25日 |      |
| 第三屆 | 邱奕勝 | 李曉鐘 | 中國國民黨 | 2022年12月25日 | 2026年12月25日 |      |

1. 第1屆桃園市議員選舉於2014年11月29日舉行，產生議員60位，於2014年12月25日宣誓就職，選出議長邱奕勝、副議長李曉鐘。
2. 第2屆桃園市議員選舉於2018年11月24日舉行，產生議員63位，於2018年12月25日宣誓就職，選出議長邱奕勝、副議長李曉鐘。
3. 第3屆桃園市議員選舉於2022年11月26日舉行，產生議員63位，於2022年12月25日宣誓就職，選出議長邱奕勝、副議長李曉鐘。

## 交通

### 開車路線
桃園交流道 → 新南路 → 
- 民生北路 →  春日路 →  三民路 → 桃園市議會
- 經國路 →  春日路 → 
  -  三民路 → 桃園市議會
  - 大興路 → 大有路 →  三民路 → 桃園市議會

鶯歌系統交流道 → 大湳交流道 →  福德一路 → 和平路 → 大仁路 →  桃鶯路 → 
- 桃鶯路橋 →  成功路 →  三民路 → 桃園市議會
- 建國東路 → 山鶯路 → 萬壽路 →  三民路 → 桃園市議會

### 臺灣高鐵
高鐵桃園站 → 高鐵免費快捷專車 → 南華飯店 → 桃園客運 → 桃園市立體育場 → 桃園市議會

### 臺鐵
桃園火車站 → 桃園市公車「5路」或「5甲路」 → 桃園市立綜合體育館 → 桃園市議會

### 腳註
1. ↑  https://www.tycc.gov.tw/TC/page.aspx?mid=28&id=32

## 外部連結
- OpenStreetMap上有關桃園市議會的地理
- YouTube上的桃園市議會頻道
- 桃園市議會的Facebook專頁
- 桃園市議會（页面存档备份，存于）（中文）